# Lars Lindén (socialdemokrat)
Lars Vilhelm Lindén (i riksdagen kallad Lindén i Gamleby senare Lindén i Vimmerby), född 29 november 1898 i Lindärva församling, Skaraborgs län, död 26 januari 1956 i Vimmerby, Kalmar län,  var en svensk borgmästare, folkskollärare och socialdemokratisk politiker.
Lindén var kommunalborgmästare i Vimmerby stad från 1948. Han var ledamot av riksdagens andra kammare 1937–1943, invald i Kalmar läns valkrets och tillhörde första kammaren från 1944, invald i Kalmar läns och Gotlands läns valkrets.